# Музей радио и радиолюбительства имени Э. Т. Кренкеля
Музей радио и радиолюбительства имени Э. Т. Кренкеля — в составе комплекса музеев радиоэлектроники, созданный в 2005 году на базе коллекции технического отдела Центрального радиоклуба СССР. В комплекс входят также «Музей истории военной техники связи» и «Музей бытовой радиоэлектроники» Колледжа связи № 54 России.
- Площади: экспозиционная — 250 м², временных выставок — 50 м².
- Единиц хранения: 3000.
- Количество сотрудников — 2.

Имеется библиотека, хранилище, кладовая, лекторий, коллективная любительская радиостанция (позывной RK3F). Руководством музея учрежден радиолюбительский диплом.